# Schmetterlingsfink
Der Schmetterlingsfink (Uraeginthus bengalus), auch Schmetterlingsastrild oder Rotohriger Schmetterlingsfink genannt, ist eine afrikanische Art aus der Familie der Prachtfinken. Er kommt in zahlreichen Unterarten vor, wobei die genaue Zahl noch strittig ist.
Gemeinsam mit dem Veilchenastrild und dem Blaukopf- und Angola-Schmetterlingsfink gehört er zur Gattung der Blauastrilde. Schmetterlingsfinken werden verhältnismäßig häufig in Europa als Ziervogel gehalten.

## Beschreibung

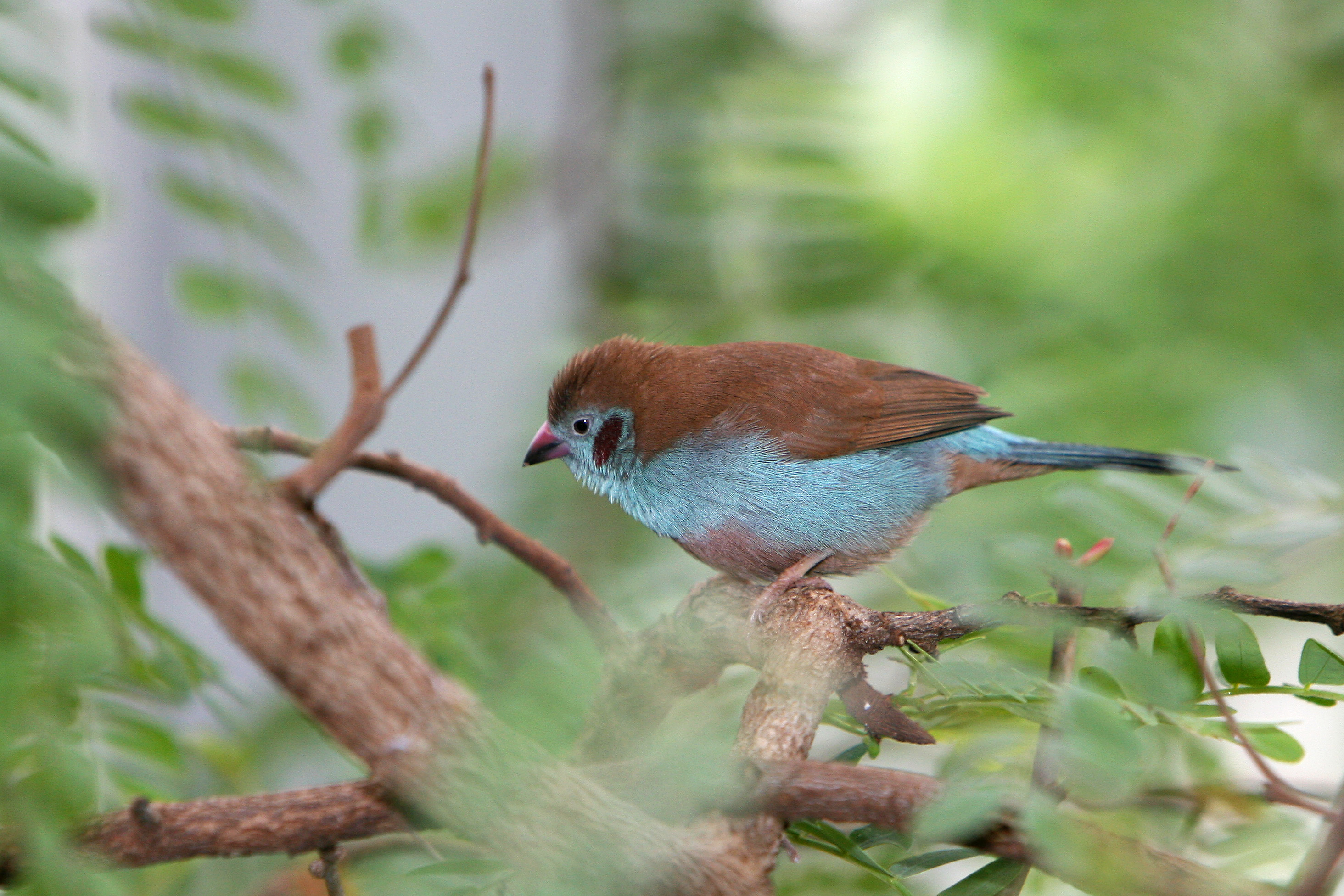
Schmetterlingsfink in Artis

Der Schmetterlingsfink erreicht eine Körperlänge von zwölf Zentimetern und zählt damit zu den mittelgroßen Prachtfinkenarten. Das Federkleid weist die grauen und leuchtend blauen Farben auf, die für alle Blauastrilde typisch sind. Dem Weibchen fehlen die roten Wangenflecken, anhand denen das Männchen von denen der Angola- und Blaukopf-Schmetterlingsfinken unterschieden werden kann. Die blauen Gefiederpartien sind beim Weibchen außerdem matter gefärbt als beim Männchen und von geringerer Ausdehnung. Je nach Unterart können auch die Körperseiten bräunlich sein und die Kopfseiten und Kehle bräunlich anstatt blau. Jungvögel sind bräunlich und grundsätzlich heller als die Altvögel. Sie sind nur auf den Oberschwanzdecken sowie am Schwanz, der Kehle und der Kropfgegend matt blau.

## Verbreitungsgebiet und Lebensweise

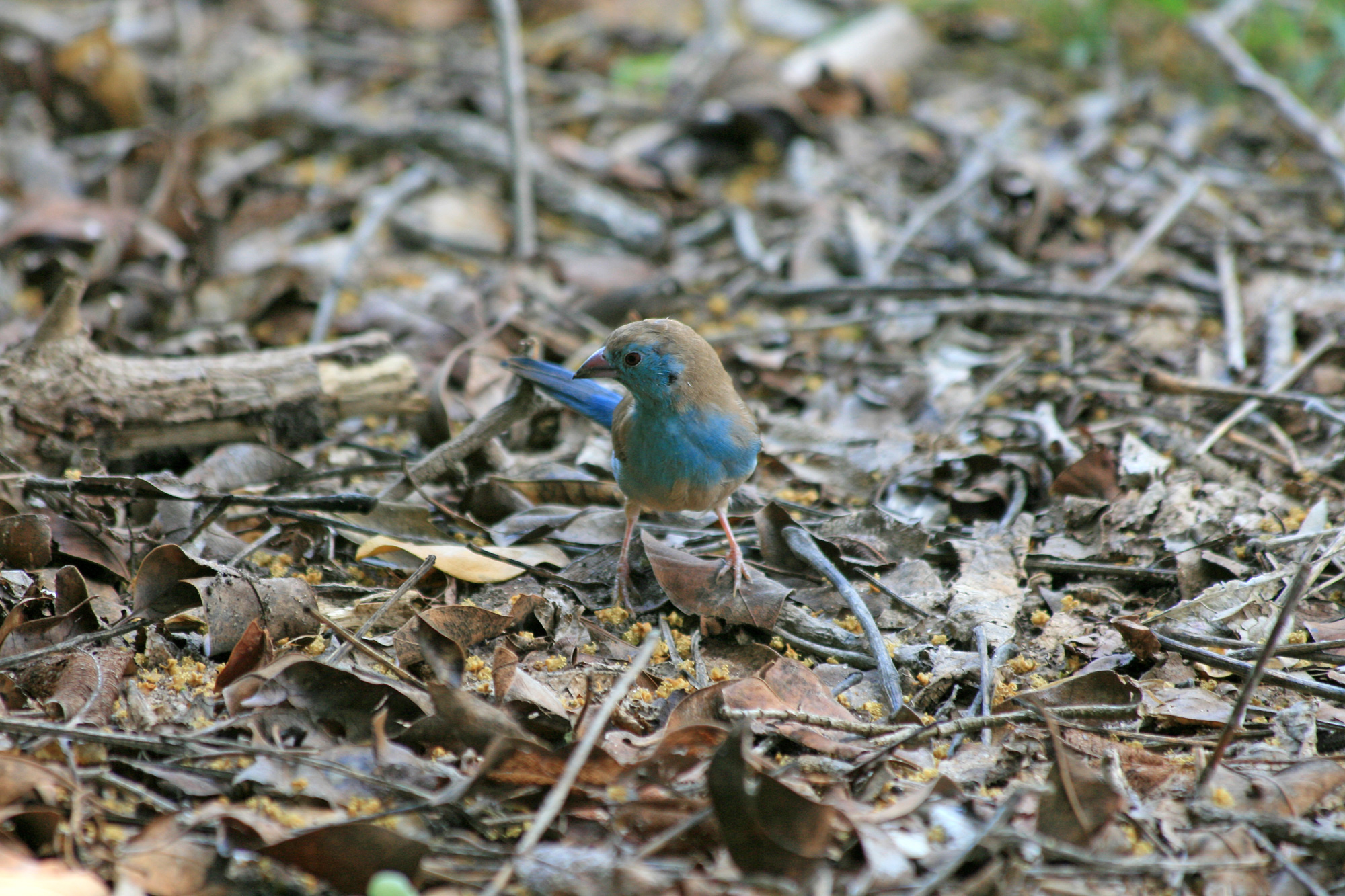
Uraeginthus bengalus Weibchen

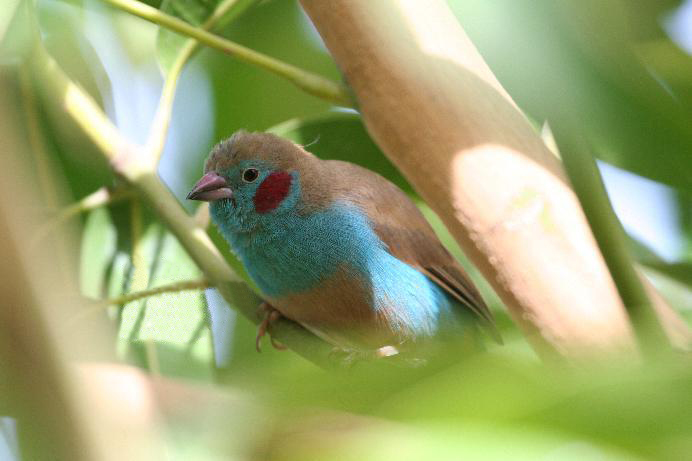
Schmetterlingsfink in Senegal

Das Verbreitungsgebiet des Schmetterlingsfinken ist sehr groß. Es reicht von West- bis Ostafrika und von dort südwestwärts bis Angola. Der Lebensraum sind Dorndickichte der Trockengebiete, Baumsteppen und schütterer Trockenwald. Sofern Wasser in der Nähe ist, dringen sie weit in die Trockensteppe vor. Ihre Höhenverbreitung erreicht in Äthiopien 2.400 Höhenmeter. Er hat sich auch menschlichen Siedlungsraum erschlossen und kommt unter anderem am Rand von Dörfern vor. Die Nahrung wird überwiegend vom Erdboden aufgenommen und besteht aus kleinen Sämereien, daneben auch Termiten und andere Insekten.
Die Brutzeit variiert in Abhängigkeit vom Standort und fällt in die Regenzeit und den Beginn der Trockenzeit. Wie der Angola-Schmetterlingsfink zeigt auch der Schmetterlingsfink eine Halmbalz. Im Fall des Schmetterlingsfinken zeigt jedoch auch das Weibchen eine Halmbalz, den allerdings nur selten während des männlichen Balztanzes. Meistens ist dieser Tanz des Weibchens nur zu sehen, wenn das Männchen nicht in der Nähe ist.
Schmetterlingsfinken bauen ihre Kugelnester in dichten Dornbüschen und präferieren dabei die Nähe von Wespen- und Hornissennestern, die helfen, Fressfeinde vom Nest fernzuhalten. Sie nutzen gelegentlich auch die verlassenen Nester von Webervögeln. Das Gelege besteht aus vier bis fünf weißen Eiern. Diese werden 14 Tage von den Elternvögeln bebrütet. Die Nestlingszeit beträgt drei Wochen. Nachdem die Jungvögel das Nest verlassen haben, werden sie weitere zwei bis drei Wochen von den Elternvögeln betreut.

## Haltung
Der Schmetterlingsfink gehört wegen seiner ansprechenden Färbung und Zeichnung zu den beliebtesten und am häufigsten gehaltenen afrikanischen Prachtfinken. Es ist allerdings nicht mehr ermittelbar, wann er erstmals in Europa gehalten und gezüchtet wurde. Schmetterlingsfinken werden nach wie vor regelmäßig importiert, obwohl sie mittlerweile sehr häufig gezüchtet werden. Wie nahezu alle Prachtfinken sind diese importierten Vögel besonders anfällig, weil sie den Stress des Transports nicht gut vertragen und die Haltungsbedingungen während des Transports nicht artgerecht sind. Besonders empfindlich scheinen die Männchen zu sein, so dass männliche Schmetterlingsfinken im Handel manchmal schwerer erhältlich sind als Weibchen.

## Belege

### Einzelbelege
1. ↑   Nicolai et al., S. 186
2. ↑   Nicolai et al., S. 187
3. ↑   Nicolai et al., S. 188
4. ↑   Nicolai et al., S. 189